# Golah
Golah és un terme hebreu que es fa servir per referir-se a la comunitat de la diàspora jueva. En compartir les mateixes lletres hebrees que la paraula galut, els termes no són sinònims: mentre golah es refereix a la pràctica de viure en diàspora (i per tant, a aquells que viuen en aquest estat), el terme galut es refereix al procés de residir a la diàspora (ja sigui fer la yerida, obligatòria o voluntàriament, fora de la regió d'Israel), i equivaldria a la paraula en català «exili».
Els termes golah i galut, però, gaudeixen de controvèrsia dins de la literatura jueva i la política jueva, especialment a partir del segle xx durant l'auge del sionisme i la seva promoció ideològica de la negació de la diàspora.